# Marsus-Büste

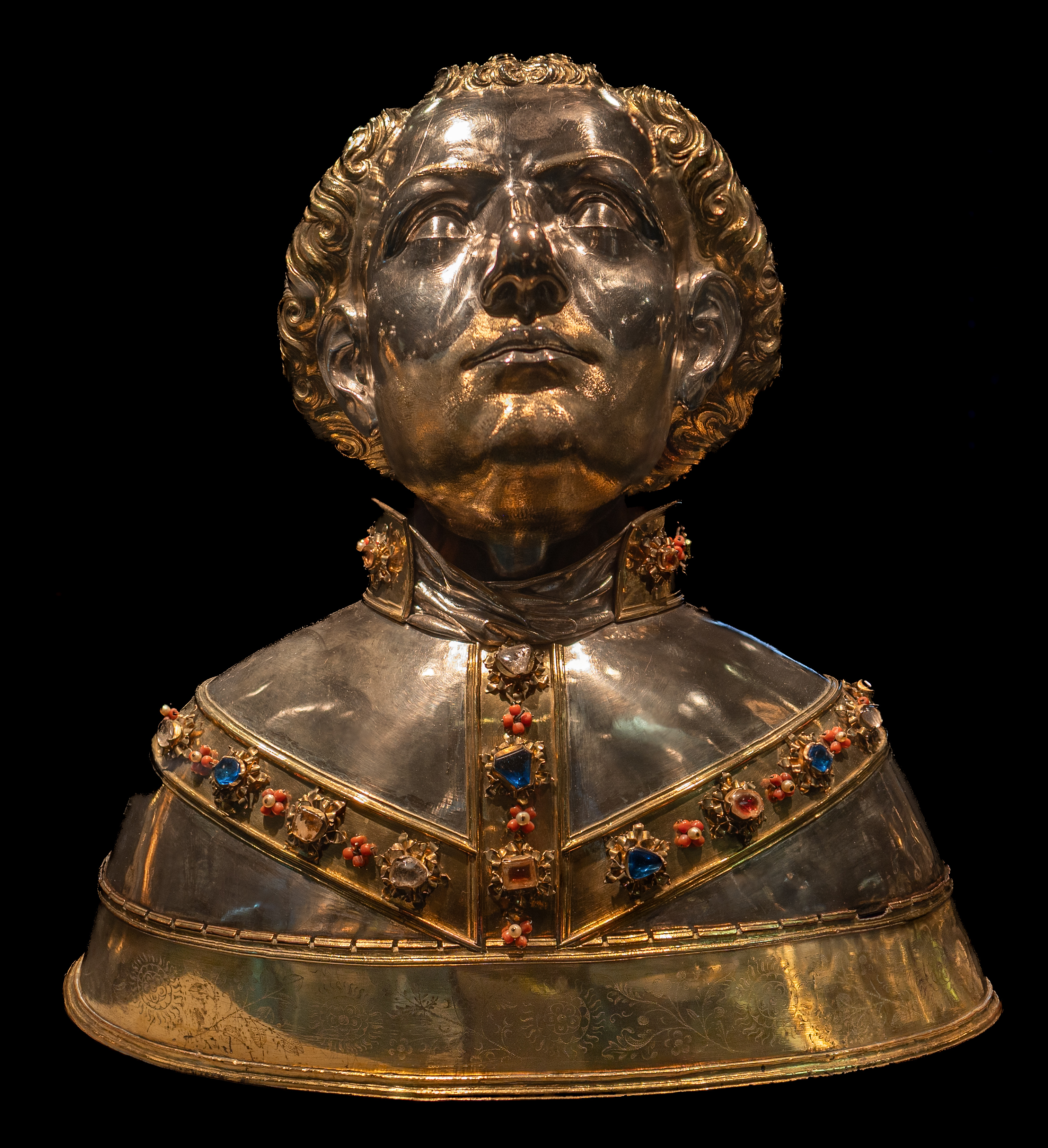
Das Reliquiar des Heiligen Marsus im Essener Domschatz

Die Büste des hl. Marsus ist ein Büstenreliquiar aus der Zeit um 1470/80 im Essener Domschatz. In ihm wurde die Schädeldecke des Marsus aufbewahrt, eines römischen Priesters und Missionars, welcher der Überlieferung zufolge im 3. Jahrhundert n. Chr. in Gallien wirkte.

## Beschreibung
Die mit 46 cm lebensgroße Büste ist von hoher Qualität und besitzt naturalistische Züge. Marsus ist barhäuptig mit Tonsur dargestellt, deren Form verwandt wurde, um einen zu öffnenden Deckel für die Schädelreliquie anzubringen. Das Gesicht ist von nach innen gedrehten Locken gerahmt, das Haupt in den Nacken geneigt und so der Blick erhoben. Der Kopf weist eine detailliert gezeigte Anspannung der Gesichtsmuskulatur auf, wodurch der Heilige einen dem Betrachter gegenüber vitalen Ausdruck erhält. Er trägt eine gotische Kasel mit vorn und hinten aufgelegtem Kaselkreuz. Der Hals ist bedeckt durch ein Amikt mit Parura, einem verzierten Stehkragen. Letzteres ist, wie auch das Kaselkreuz, aus einem goldenen Band gebildet, auf das im Wechsel mit plastischen Blütenornamenten große Edelsteine und feine aus je vier Korallenperlen zusammengesetzte Kreuze aufgesetzt sind. 
Die Büste besteht aus getriebenem Silber und ist teilweise feuervergoldet. Den Abschluss bildet ein aus Bronzeblech gefertigter, vergoldeter Sockel, auf dessen Zargenfläche sich schlichte florale Punzierungen finden. Georg Humann sah dies als nachträgliche Verzierung an. Dem Stil der Ornamentik nach ist der Sockel eine nachträgliche Ergänzung aus dem 17. Jahrhundert, möglicherweise zur Stabilisierung angefertigt.
Die Büste ist in gutem Zustand, es sind lediglich einige Verkratzungen und Verfärbungen vorhanden, die auf kleinere Reparaturen und Reinigungsversuche hindeuten. Eine von Humann angefertigte Bildtafel lässt eine früher vorhandene Pupillenzeichnung erkennen, die den lebendigen Eindruck der Reliquienbüste noch wesentlich gesteigert haben wird, jedoch in der ersten Hälfte des 20. Jahrhunderts bei einer Reinigung entfernt wurde.

## Votivgaben

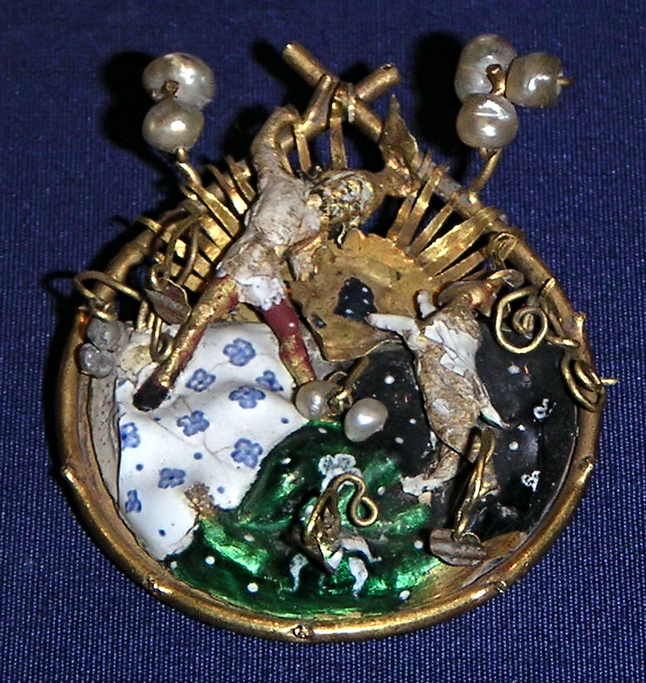
Eine der 16 burgundischen Agraffen (frühes 15. Jahrhundert)

Zum Marsus-Reliquiar gehören als Votivgaben 16 heute getrennt von der Büste gleichfalls in der Essener Domschatzkammer aufbewahrte burgundischen Agraffen aus der Zeit um 1400, welche aufgenäht auf rotem Samt um die Schultern der Büste gelegt waren. Sie bestehen aus Gold und sind in Emailtechnik verziert. Die Schmuckstücke gehören zu drei stilistisch unterschiedlichen Gruppen und wurden im Spätmittelalter zu einer Art Halskette für das Reliquiar zusammengefügt. Um 1900 wurden sie von dem Reliquiar getrennt und auf einer Tafel fixiert; heute werden sie auf einer mit Seide bezogenen Kunststoffplatte montiert aufbewahrt. Dem Schatzverzeichnis des Essener Münsters vom 12. Juli 1662 zufolge waren es noch 18 Stück. Unbekannt ist, wann die Agraffen der Büste hinzugefügt wurden und wer sie stiftete. 
Ein weiteres Attribut des Reliquiars bestand in einem heute verschollenen silbernen Herz, das noch 1904 auf einer Fotografie von Georg Humann an einer Kette um den Hals der Büste hing und deren Form laut Humann auf das 14. Jahrhundert weist. Nach dem Eintrag des Schatzverzeichnisses von 1662 trug es die Inschrift sanctus Marsus, ora pro me. Ursprünglich wurde es möglicherweise als Votivgabe für den verlorenen Marsusschrein oder für ein älteres Reliquiar gestiftete.

## Einordnung
Die Essener Marsus-Büste basiert stilistisch auf westfälischen Werken des späten 14. Jahrhunderts, wie z. B. den silbervergoldeten Büsten und Statuetten vom Hochaltar des Münsteraner St.-Paulus-Doms, die zwischen 1350 und 1380 angefertigt wurden. Besonders auffällige physiognomische Parallelen finden sich zu den Büsten des Thomas, Jakobus des Älteren, Bartholomäus, Matthias, Philippus sowie des Apostels Matthäus, deren Köpfe jedoch aufgrund des kleineren Formats weniger differenziert ausgestaltet sind.

## Liturgie
Die Marsus-Büste war für das Stift Essen von liturgischer Signifikanz. Als ausgesprochen plastische, lebensgroße Heiligendarstellung wurde Marsus durch sie zu einem für den Gläubigen personell greifbaren Gegenüber. Diese Dimension der Begegnung konnte durch den damals bereits über fünfhundert Jahre alten Marsusschrein nicht gewährleistet werden. So ermöglichte das Stift eine in Prozessionen deutlich besser erfahrbare Präsenz des Märtyrers, was im späten 15. Jahrhundert letztlich zu einer ausgeprägten Marsusverehrung geführt haben wird, wovon das Schatzstück ein klares Zeugnis ablegt, das wir heute so in den Schriftquellen nicht vorfinden.